# Liste de pilotes et navigants de l'Aéropostale
L'histoire de l'Aéropostale fut une « aventure fabuleuse », jugée au départ comme « irréalisable », comme en témoigne la plaque commémorative fixée au 79, avenue Marceau, à Paris, là même où Pierre-Georges Latécoère créa la « Poste aérienne transcontinentale » : 
J'ai refait tous mes calculs

Notre idée est irréalisable

Il ne nous reste qu'une chose à faire

La réaliser.

P.G. Latécoère
De nombreux pilotes et navigants y ont contribué :
Pour un article plus général, voir Compagnie générale aéropostale.
- Haut – A
- B
- C
- D
- E
- F
- G
- H
- I
- J
- K
- L
- M
- N
- O
- P
- Q
- R
- S
- T
- U
- V
- W
- X
- Y
- Z

## A
| Nom                                                | Naissance                              | Décès                      | Pays d’origine        |
| -------------------------------------------------- | -------------------------------------- | -------------------------- | --------------------- |
| Abgral[Qui ?][réf. nécessaire]                     |                                        |                            |                       |
| Vicente Almandos Almonacid                         | Province de La Rioja (Argentine), 1882 | Buenos Aires, 1953         | Argentine             |
| Pierre Andrault                                    | Mougon, 1906                           | Buenos Aires, 1984         | France                |
| Léon Antoine                                       | Calais (Pas-de-Calais), 1902           | 1993                       | France                |
| Jean Arcante[réf. nécessaire]                      |                                        |                            |                       |
| Emmanuel Arin                                      | 1904                                   | Toulouse-Montaudran, 1948  | France                |
| Bernard Artigau[réf. nécessaire] ou Bernard Pierre | 1894                                   | 1968                       | France                |
| Léopold Aubry                                      | Bart (Doubs), 1898                     | Détroit de Gibraltar, 1930 | France                |
| Nom François BELLIGON                              | Naissance 1906                         | Décès 1986                 | Pays d’origine FRANCE |

## B
- Alexandre Baile
- Pierre Barbier
- Émile Barrière (1902-1936)
- Claude Beauregard
- Pierre Beauté
- Adrian Bedrignans
- Raoul Bériaud
- Louis Bonnetête
- Henri Bourgat (1896-1975)
- Alphonse Bruyère
- Alexandre Bury
- Charles Bulltel

## C
- Cabanes
- Julien Camoin
- Pierre Carretier
- Bernard Catin
- Henri Cessieux
- Gustave Chabbert
- Jean Champsaur (1896-1931) disparu en mer sur son hydravion
- Jean Chansel
- Gaston Chenu (pilote) mort en vol le 27/09/1942 à Ahmer-el-Ain (Algérie), une bombe ayant été placée dans le moteur gauche de l'avion à Alger avant son décollage
- Pierre Clavel
- Raymond Clec
- Alexandre Collenot (1902-1936)
- Albert Collet
- Jean-Marie Conty
- Charles Corsin
- René Cornemont
- André Costa
- Dieudonné Costes (1892-1973)
- Jean Couret
- Robert Cueille

## D
- Jean Dabry (1901-1990)[5]
- Jean Damilleville
- Émile Darnaud
- Didier Daurat (1891-1969)
- Pierre Dedieu
- Henri Delaunay (1904 - 1965)[6]
- Pierre Deley (1893-1981)
- Calixte Delpech
- Louis Delrieu
- Jean Denis
- André Depecker
- Martin des Pallières
- Paul Dhe
- Joseph Doerflinger  (1898-1970)
- Jean Dombray
- Georges Drouhin
- André Dubourdieu
- Maurice Dumesnil
- Claudius Dupont
- Roger Dupuy
- Joseph Durand

## E
- Jacques Emler
- Achille Enderlin
- Henri Érable (1903-1926), tué par les Maures au cours de l'épisode où meurt également Léopold Gourp[7]
- Jean Espitalier
- Victor Étienne

## F
- Louis Favreau
- Paul Félix
- André Fernet
- Roger Féru
- Pédro Ficarelli
- Julien Fichou

## G
- Victor Gay (pilote)
- Lucien Gambade
- Jean Garrabos
- Gaston Génin (1901-1936)
- Jean de Gennes
- Charles Genthon
- Alphonse Gensollan
- Léopold Gimié (1903-1943)[8]
- Léon Givon
- Claude Gonin
- Marcel Goret
- Léopold Gourp (1900-1926), mort dans des conditions dramatiques, après avoir été capturé par des Maures[7]
- Laurent Guerrero (1902-1937)
- Eugène Guilme
- Henri Guillaumet (1902-1940) c'est à lui qu'on doit la célèbre phrase : Ce que j'ai fait, je te jure, aucune bête ne l'aurait fait.
- Georges Guyollot
- Henri Guy (Pilote) Mort dans le crash de son avion dans les Pyrénées.

## H
- Victor Hamm (1894 - 1932) a participé à la création de la ligne Casablanca-Dakar en 1923
- Denis Hoddap

## J
- Pierre Jaladieu 1900-1928 Brevet de pilote à Istres en 1919-1920, chef d'aérodrome, disparu en 1928 à bord d'un Breguet lors d'une tempête
- Pierre Janet
- Jacques Joffre
- Edmond Joliot
- Émile Joly
- Pierre Julin
- Paul Junquet

## K
- Théodore Klein
- Max Knipping

## L
- Étienne Lafay
- Henri Lambert
- Edmond Larbonne
- Pierre Larcher
- Louis Larmor
- Edmond Lasalle
- Charles Le Chevallier
- Henri Leclaire
- Henri Larrieu 1893-1974
- Edouard Lecœur
- Emile Lécrivain
- Henri Lemaître (1894-1935)
- Pierre-Marcel Lemoigne (1898-1985)
- Eugène Letellier
- Jean Lucas4
- Félix Le Ruen

## M
- Raoul Mac Leod
- Mailloux
- Henri Malet
- Lucien Mare
- Lionel de Marmier (1897-1944)
- René Marsac
- Mauger
- Raymond Mauler
- Gaston Mechin
- René Mercier
- Henri Mérel
- Marceau Méresse (1905-1992)
- Jean Mermoz (1901-1936)
- Jean-Baptiste Milou
- Louis Mingat (1900-1925)
- Albert Monville
- René Monsac
- Jean-Baptiste Morraglia (1890-1965)
- Marcel Moré
- Paul Morvan
- Marcel Murier

## N
- Élysée Negrin[9]
- André Neuvy
- Roger Nouvel

## P
- Guy Paillières
- André Parayre (1907-1936)
- Fernand Parizot
- Jean Pacaud
- Pierre Louis Pauillac
- Paulin Louis Jérôme Paris (1898-1934)
- Georges Payan
- Jean-Louis Perrier
- Joseph Perrier
- Pierre Picard
- Alexandre Pichodou (1905-1936)
- Albert Pinot
- Lorenzo Pintado
- Georges Pivot
- Robert Plamont
- Jean Ponce
- Henri Porfaux
- Roger Portal
- Raymond Poulain
- Charles Poulain
- André Poutheau
- Julien Pranville

## R
- Robert Raynal
- Marcel Reine (1901-1940)
- René Riguelle
- Max Ringel
- Jean Rodier
- Louis Roidot
- Joseph Roig
- Clément Rolland
- André Ronnelle
- Fernand Rouchon
- Victor Rousset
- René Roy
- Henri Rozès
- Jean Rugammer

## S
- Jean Sagnot
- Antoine de Saint-Exupéry (1900-1944)
- Hervé Santelli
- Roger Savary
- Georges Schenk
- Léon Serailler
- Étienne Simon
- Marcel Stitcher

## T
- Alexandre André Tellet-Larente (1904-1939)
- Gabriel Thomas (1896-1976)
- Joseph Touge
- Pierre Touvet
- Augustin Teissier
- Albert Victor Théodore

## V
- Paul Vachet (1897-1974)
- Henri Valin
- Raymond Vanier (1895-1965)[5]
- Raoul Vareille
- Gaston Vedel
- Léon Vérouil
- Éloi Ville
- Germain Villetard de Laguerie (1897-1930)
- de Visa